# 어맨다 버스
어맨다 버스(영어: Amanda Bearse, 1958년 8월 9일 ~ )는 미국의 배우이다.

## 출연 작품
- 레바 (2001)
- 남자 둘, 여자 하나 (1998)
- 더 제이미 폭스 쇼 (1996)
- 둠 제너레이션 (1995)
- 몬스터 가족 미국에 오다 (1995)
- 못말리는 번디 가족 (1987)
- 팜스프링스의 청춘 (1985)
- 후라이트 나이트 (1985)
- 첫사랑 (1983)